# Chajim Hasas
Chajim Hasas (hebräisch חיים הזז), andere Schreibweisen: Haim/Hayim Hazaz (geboren 16. September 1898 in Sydorowytschi; gestorben 24. März 1973 in Jerusalem), war ein israelischer Schriftsteller.

## Leben
Geboren im zaristischen Russland, wanderte Hasas 1931 nach Jerusalem aus. Er hatte zusammen mit der Dichterin Jocheved Bat-Miriam den Sohn Nahum (Zuzik) Hasas, der 1948 im israelischen Unabhängigkeitskrieg fiel.
In seiner Prosa beschreibt Hasas das Leben der Juden in der neu entstandenen Sowjetunion wie auch das der Einwanderer in Palästina und Israel. Sein Theaterstück Am Ende der Tage aus dem Jahr 1934 handelt vom selbst ernannten Messias Schabbtai Zvi.
1953 erhielt er den Israel-Preis in der Kategorie Literatur, 1942 und 1970 den Bialik-Preis.

## Werke (Auswahl)
- In einer Waldsiedlung, 1930
- Die in den Gärten wohnt, 1944
- Eherne Türen, 1956